# Automobilindustrie in Irland

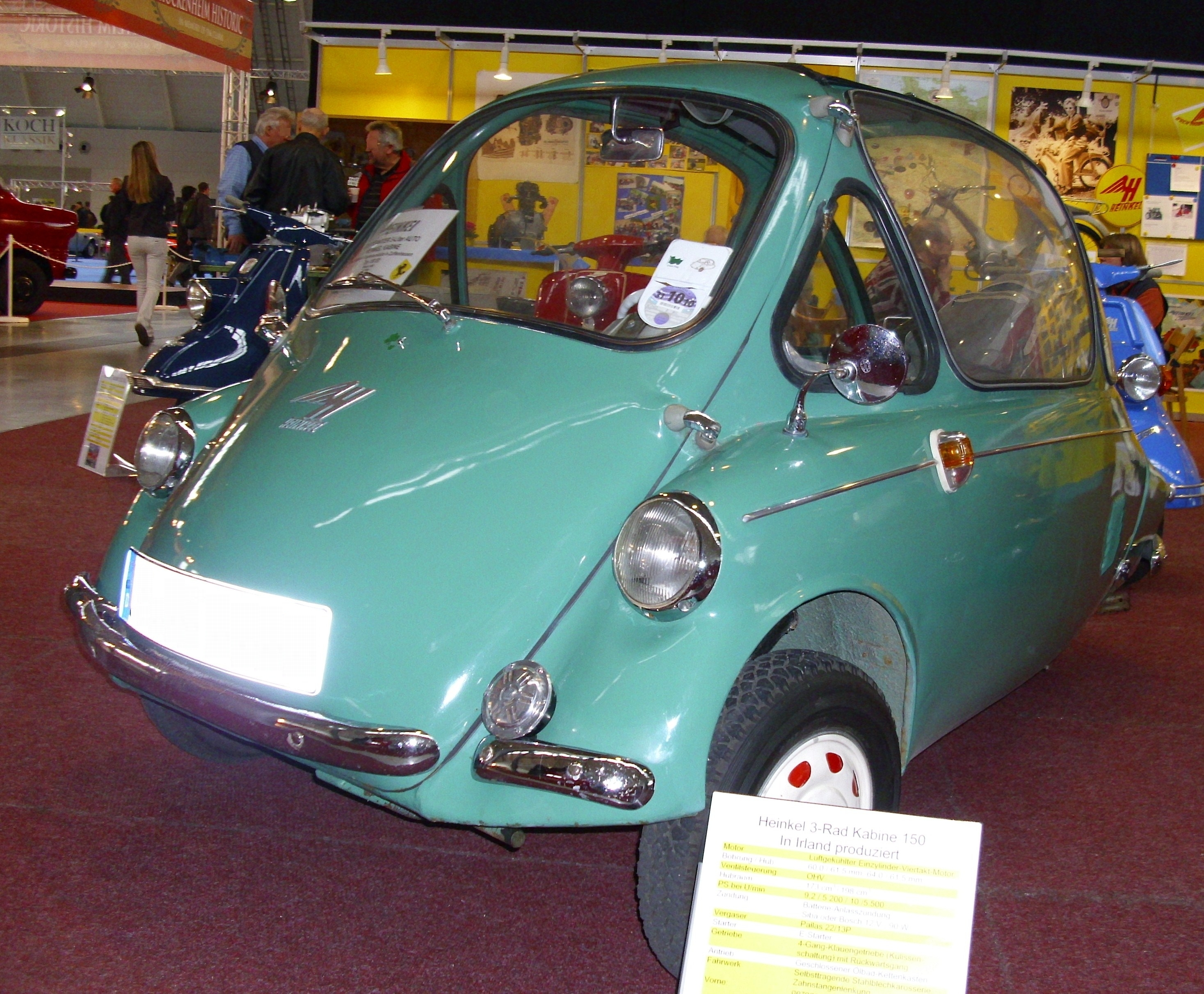
Heinkel-I, von 1958 bis 1960 in Irland gebaut, zuvor ab 1956 bereits Montage in Lizenz

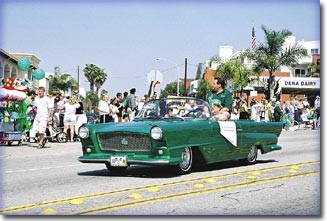
Ein Shamrock von 1959

Die Automobilindustrie in Irland hat eine lange und ungewöhnliche Geschichte.

## Die Anfänge sowie eigenständige irische Automobilmarken
Bereits 1917 gründete Ford in Irland das Zweigwerk Henry Ford & Son, als die Insel insgesamt noch zum Vereinigten Königreich gehörte. Das Werk stellte Traktoren her, die auch exportiert wurden. Als Irland 1922, zunächst als Irischer Freistaat, unabhängig wurde, hatte dies Einfluss auf die Handelsbeziehungen zu Großbritannien, da nun Zölle anfielen.
Es gab nur wenige Versuche, eigenständige Automobile zu entwerfen und zu vermarkten. Kein Unternehmen war damit lange erfolgreich:
Thomond war die einzige Marke vor dem Zweiten Weltkrieg.
Von 1958 bis 1960 folgte Dundalk Engineering Works mit der eigenständigen Marke Heinkel-I. Im Ort Dundalk an der Ostküste setzte das Unternehmen die Produktion der Heinkel Kabine fort, die ursprünglich bis 1958 von den Ernst Heinkel Flugzeugwerken in Speyer, Rheinland-Pfalz hergestellt und schon seit 1956 lizenzweise an einem anderen Ort in Irland montiert worden war. Der Vertrieb des Rollermobils erfolgte nun weltweit von Dundalk aus. Zwischenzeitlich stellte Shamrock Motors von 1959 bis 1960 den offenen, sportlich anmutenden Shamrock in wenigen Exemplaren her.
Die Thompson Manufacturing Co. produzierte von 1983 bis 1988 den TMC. Von 1998 bis 2000 stellte Grannd Performance Cars Limited mit dem Covin eine Nachbildung des Porsche 911 her; vorausgegangen war die britische Automarke Covin. Von 2006 bis 2008 gab es Xotic Replicas, die Kit Cars gleichen Namens herstellten.

## Montagewerke
Neben den wenigen eigenständigen Automobilmarken war die irische Kraftfahrzeugindustrie vor allem durch zahlreiche Montagewerke geprägt.
Henry Ford & Son fertigte ab 1928 einen kleinen Motor für den Personenkraftwagen Ford Modell A, der auch an andere Ford-Werke geliefert wurde. Von 1929 bis 1932 war es ferner das weltweit einzige Traktorenwerk von Ford, sodass viele Traktoren exportiert wurden.
In den 1930er Jahren war auch Irland von der Weltwirtschaftskrise betroffen, die zum Ausgangspunkt struktureller Veränderungen in der irischen Automobilindustrie wurde. Bis dahin wurden mangels einheimischer Produktion viele Kraftfahrzeuge aus dem Ausland importiert. Mit dem Ziel, die heimische Wirtschaft anzukurbeln und die Arbeitslosenzahl zu senken, veranlasste der Wirtschaftsminister Seán Lemass mehrere Änderungen: Gegen Ende des Jahres 1933 wurde der Zoll für importierte Karosserien erhöht und die jährliche Kraftfahrzeugsteuer für im Inland montierte Fahrzeuge auf 16 Irische Pfund anstelle von 30 Pfund für importierte Fahrzeuge gesenkt. Nach dem ersten Jahr begrenzte er schließlich die Anzahl der eingeführten Fahrzeuge: So durften zwischen dem 8. November 1934 und Juni 1935 nur 480 Komplettfahrzeuge importiert werden, während der Bedarf an Pkw etwa bei der zehnfachen Menge lag. So wurden 1934 in Irland 4659 Neuzulassungen erfasst und im Folgejahr 5914.
Daher trafen mehrere irische Unternehmen mit ausländischen Automobilherstellern Absprachen, um die zum Verkauf bestimmten Fahrzeuge fortan nur noch in Einzelteilen einzuführen und vor Ort zu montieren. Auf diese Weise entstand der Begriff Completely Knocked Down. Um privilegiert zu werden, musste ein vorgegebener Anteil der Fahrzeugteile aus dem Inland bezogen werden. Im Falle des bei P. J. Tracy Limited montierten Hudson der 1930er Jahre waren dies Reifen, Lack, Federn, Batterien und Glasscheiben. Auch die Zuliefererindustrie wie Dunlop, Triplex (Glas), ICI und Ever Ready baute daher Montagewerke in Irland auf. Im Falle der John Caldwell Limited aus der Zeit von 1961 bis 1962 ist bekannt, dass Batterien, Reifen, Windschutzscheiben, Polster und Lack in Irland hergestellt wurden.
Die staatlichen Vorgaben waren sehr wirkungsvoll. So wurden 1952 in Irland 17.000 Personenkraftwagen montiert, aber nur 113 Komplettfahrzeuge importiert. Nur wenige der vor Ort montierten Fahrzeuge wurden exportiert; Ursachen waren der hohe Inlandsbedarf, zum Teil behindernde Zollvorschriften der Drittstaaten sowie auch die Beschränkung auf rechtsgelenkte Ausführungen. Zu den wenigen Exporten gehörten MG A, die ab Januar 1956 bis mindestens 1959 bei Booth Poole & Company montiert wurden und in geringer Zahl nach Südafrika gelangten. Chrysler Ireland fertigte von 1977 bis 1979 den Hillman Hunter für den britischen Markt, nachdem die dortige Produktion eingestellt worden war.
Im Laufe der Zeit gewannen die ausländischen Lieferanten an Einfluss und einige übernahmen die vormals selbständigen Montagewerke, wie die Standard Motor Company das Dubliner Unternehmen McEntagart Bros., wodurch Standard-Triumph (Eire) entstand. Die Ausgangslage änderte sich, als Irland am 1. Januar 1973 in die Europäische Wirtschaftsgemeinschaft eintrat. Reg. Armstrong Motors, damals der Montagebetrieb für Opel, klagte 1973 mit Rückendeckung durch General Motors erfolgreich gegen den Staat Irland wegen der starren Importbeschränkungen für Komplettfahrzeuge. Daraufhin schlossen einige Werke.
1976 erreichte Toyota Ireland 5 % Marktanteil, woraufhin auch Komplettfahrzeuge in limitierter Zahl importiert werden durften. Nachdem das generelle Importverbot bereits gefallen war, führte auch dies zu einem vergrößerten Angebot.
In den 1980er Jahren führten geänderte politische und wirtschaftliche Bedingungen zu Verlusten bei den irischen Montagewerken. So machte das Ford-Werk von 1981 bis 1983 zusammen 25 Millionen Pfund Verlust und 1984 weitere 10 Millionen, woraufhin die Montage 1984 in den letzten Werken eingestellt wurde. Einige Unternehmen existierten jedoch als Importgesellschaften weiter.

## Die Verbindung bestimmter Marken mit einzelnen Montagewerken
Viele Montagewerke haben Fahrzeuge von mehr als einer Marke montiert. Umgekehrt gab es für manche Marken auch mehr als ein Montagewerk. In den meisten Fällen hat es sich zeitlich nicht überschnitten und beruhte auf Fusionen.
So wurden beispielsweise Opel-Fahrzeuge von 1937 bis 1965 von O’Shea’s Limited (Opel) gefertigt, jedoch gab es zeitweise Qualitätsprobleme. Reg. Armstrong Motors kam ab 1962 hinzu und montierte Opel noch bis 1975.
Im Falle von Adler setzte C. H. Manders ab 1937 die Produktion von Irish Exporters & Importers fort.
Bei dem Marken von British Leyland gab es viele Wechsel. Lincoln & Nolan montierte von 1936 bis 1966 Austin und zwischendurch auch Rover. G. A. Brittain produzierte von 1934 bis 1966 Morris und zwischendurch auch Riley. 1966 fusionierten diese beiden Unternehmen zur B. L. N. Motor Company und montierten Austin, Morris und Riley. 1969 folgte die nächste Fusion mit der Smith Motor Group zur Brittain Smith and Company, ohne dass sich die Marken änderten. Bereits 1970 wurde das Unternehmen wieder gesplittet: Die neue Brittain Group montierte Austin bis 1974, Morris bis 1975, Riley nur 1970 und zusätzlich ab 1973 Datsun. Für die Marke Standard gab es von 1933 bis 1958 McEntagart Bros. und danach Standard-Triumph (Eire). Triumph kamen zwischen 1958 und 1969 von Standard Triumph (Eire) und danach von British Leyland Ireland. Rover entstanden anfangs bei Lincoln & Nolan, dann bei Standard Triumph (Eire) und zum Schluss bei British Leyland Ireland. Fahrzeuge der Marke Mini wurden von 1976 bis 1978 von Reg. Armstrong Motors gefertigt. MG wurden kurzzeitig von der Express Auto Company produziert, nach dem Zweiten Weltkrieg war es zunächst Booth Bros. und nach deren Fusion Booth Poole & Company. Jaguar sowie deren Vorgängermarke SS wurden bei Frank Cavey & Sons montiert.
Mercedes-Benz wurden vor dem Krieg in kleiner Zahl von MacLysaght & Douglas montiert, 1950 von Grange Motors und von 1955 bis 1977 von Motor Distributors.
Renault kamen ebenfalls vor dem Krieg in geringen Stückzahlen von MacLysaght & Douglas, dann von 1946 bis 1957 von F. M. Summerfield und danach bis 1984 von Renauto.
Für Peugeot sind nacheinander MacLysaght & Douglas, McEntagart Bros., Standard-Triumph (Eire) und Peugeot (Ireland) überliefert.
Hudson wurden von 1933 bis 1937 von P. J. Tracy Limited, von 1937 bis 1957 mit Pausen von Assemblers sowie von 1953 bis 1957 von Grange Motors montiert.

## Liste der Montagewerke

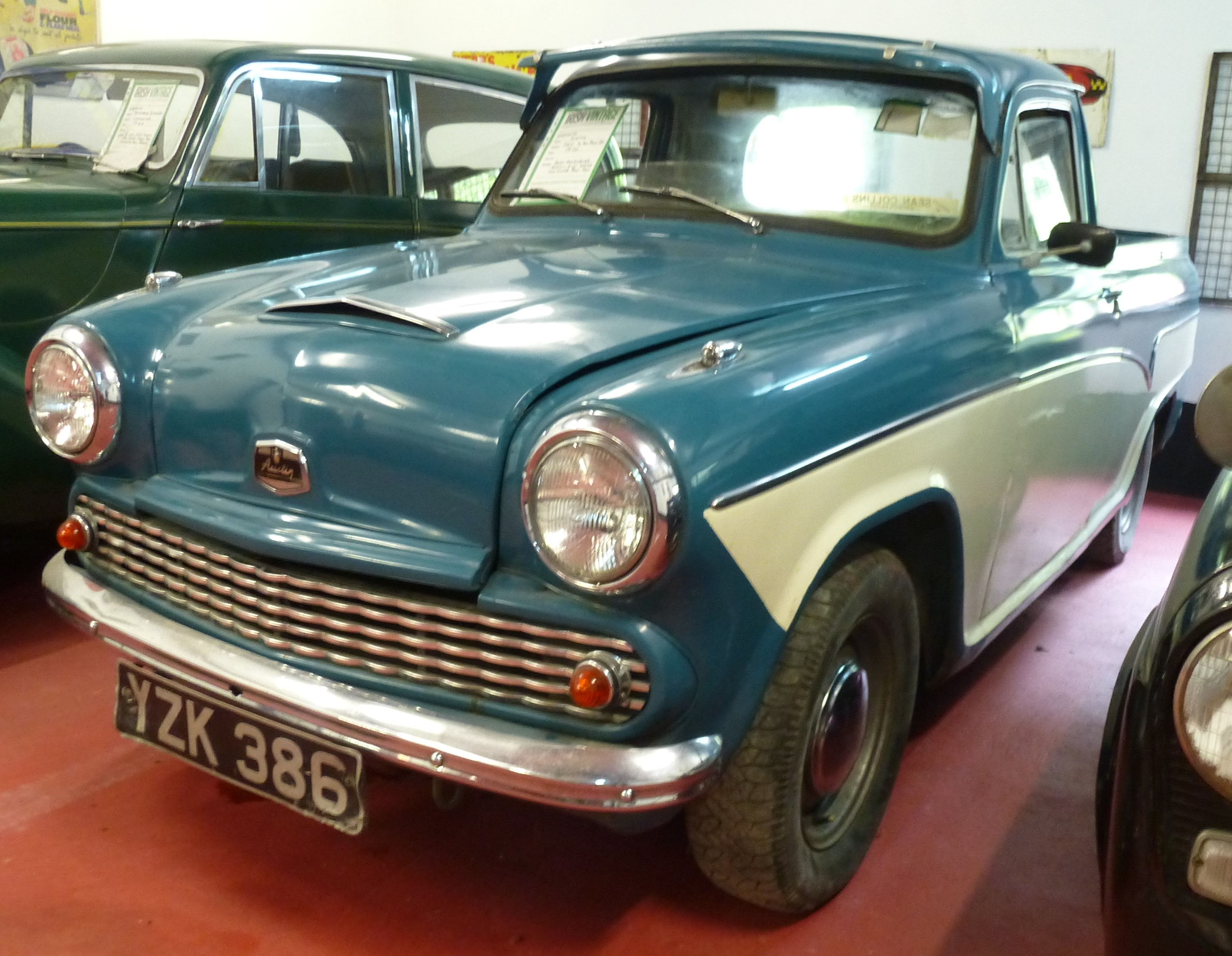
Von Brittain Group: Austin A 55/A 60 Pick-up von 1970

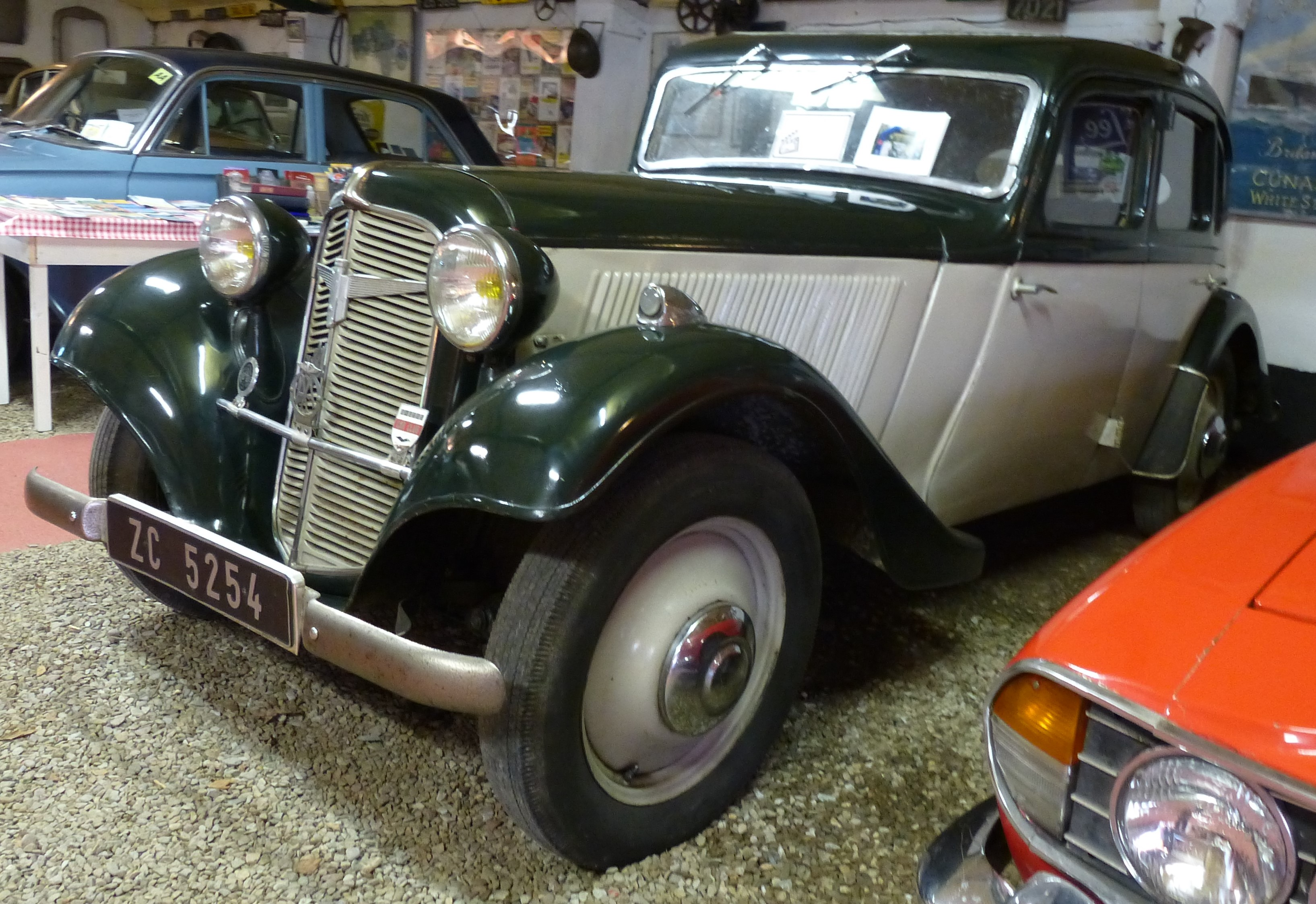
Von Irish Exporters & Importers: Adler Trumpf Junior

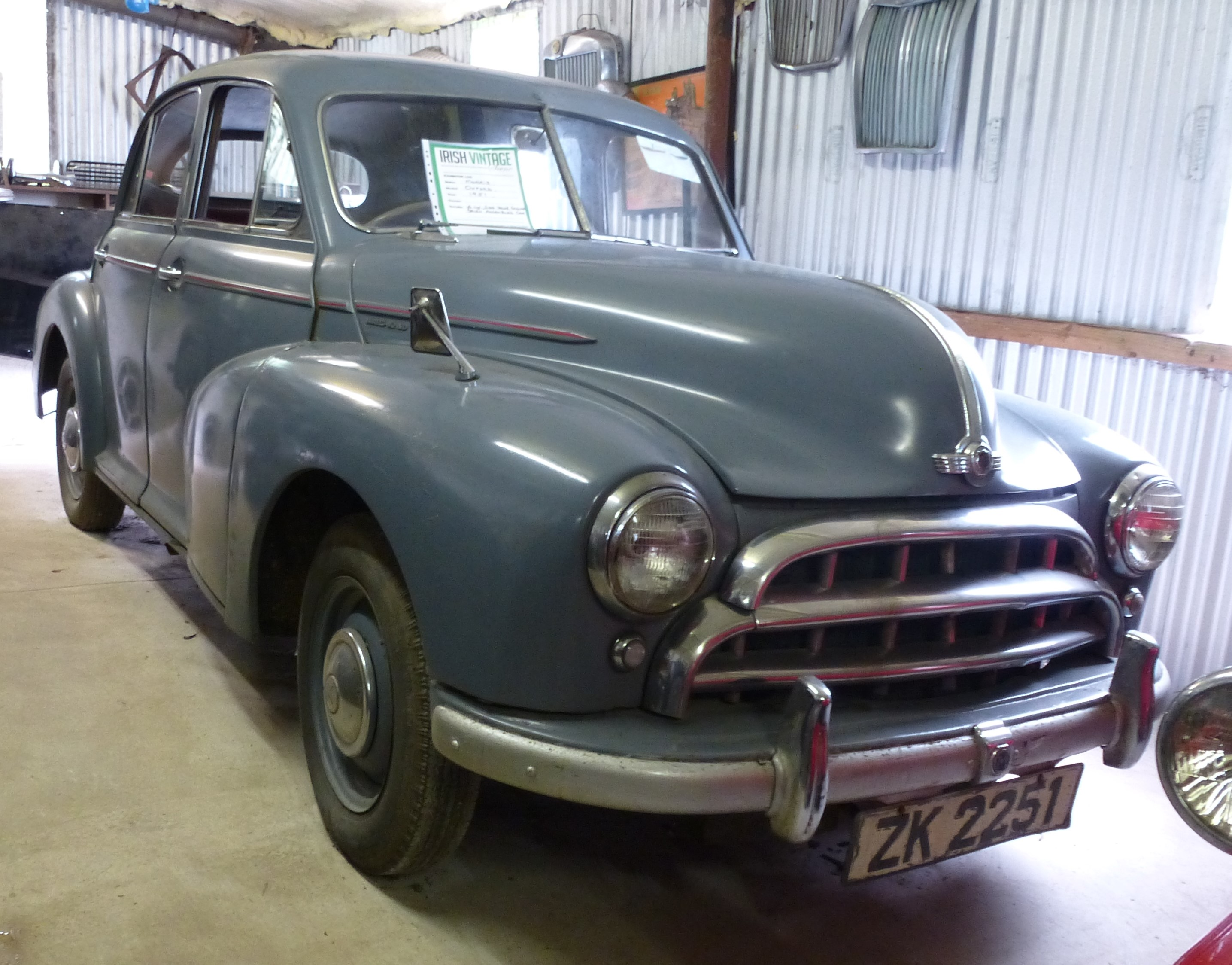
Von G. A. Brittain: Morris Oxford Series MO

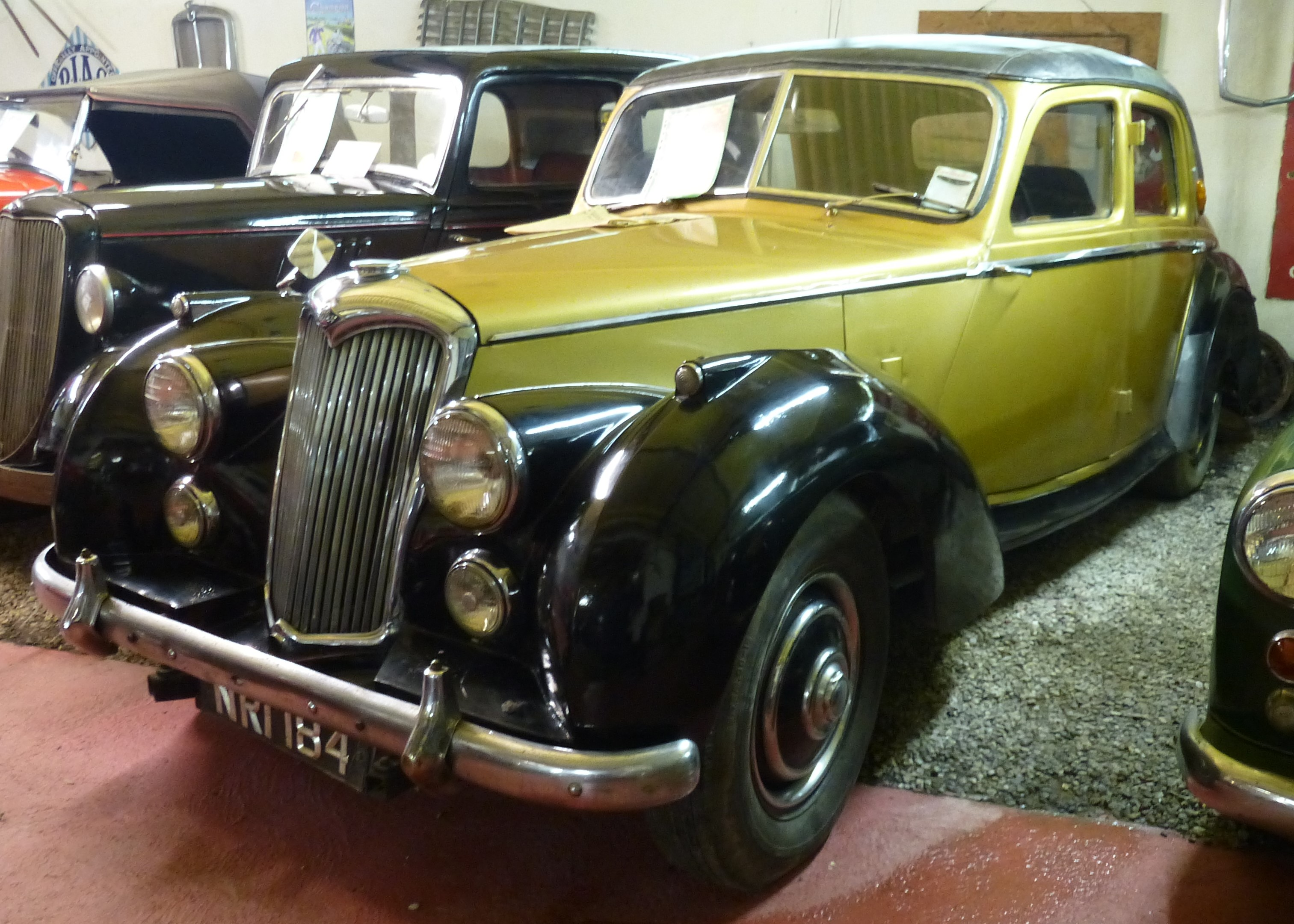
Ebenfalls von G. A. Brittain: Riley RME

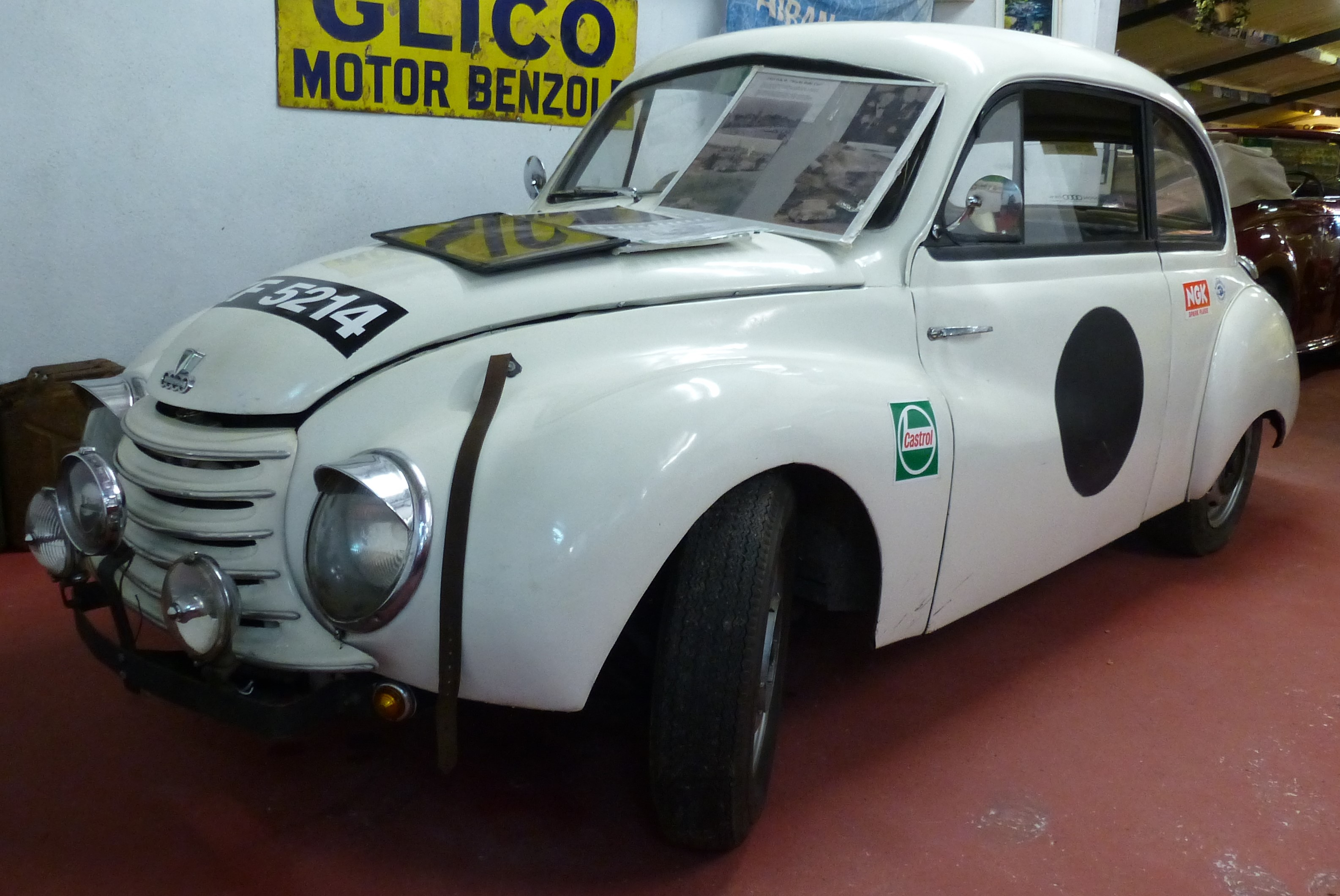
Von Hennessy’s: DKW F 91

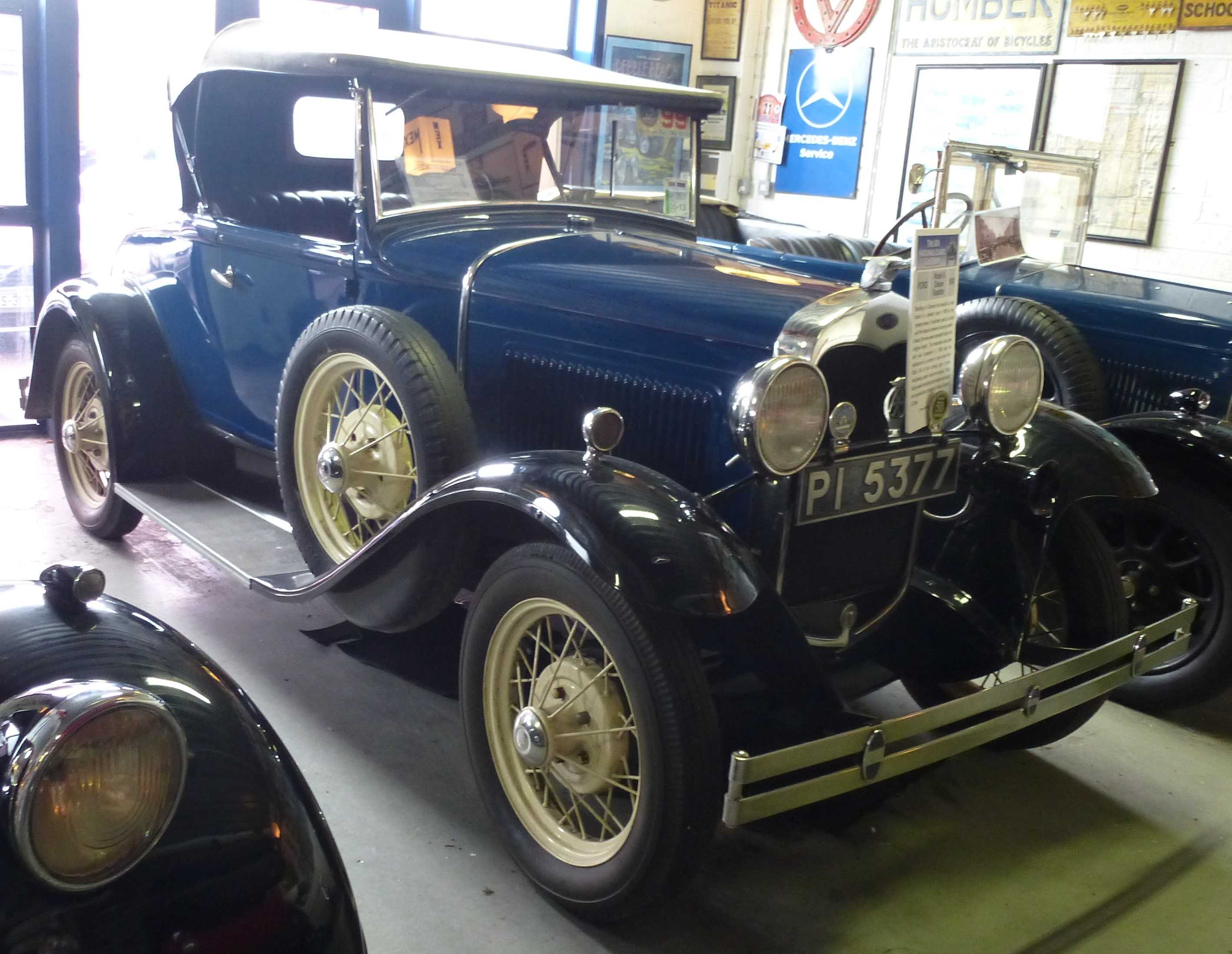
Von Henry Ford & Son: Ford Modell A

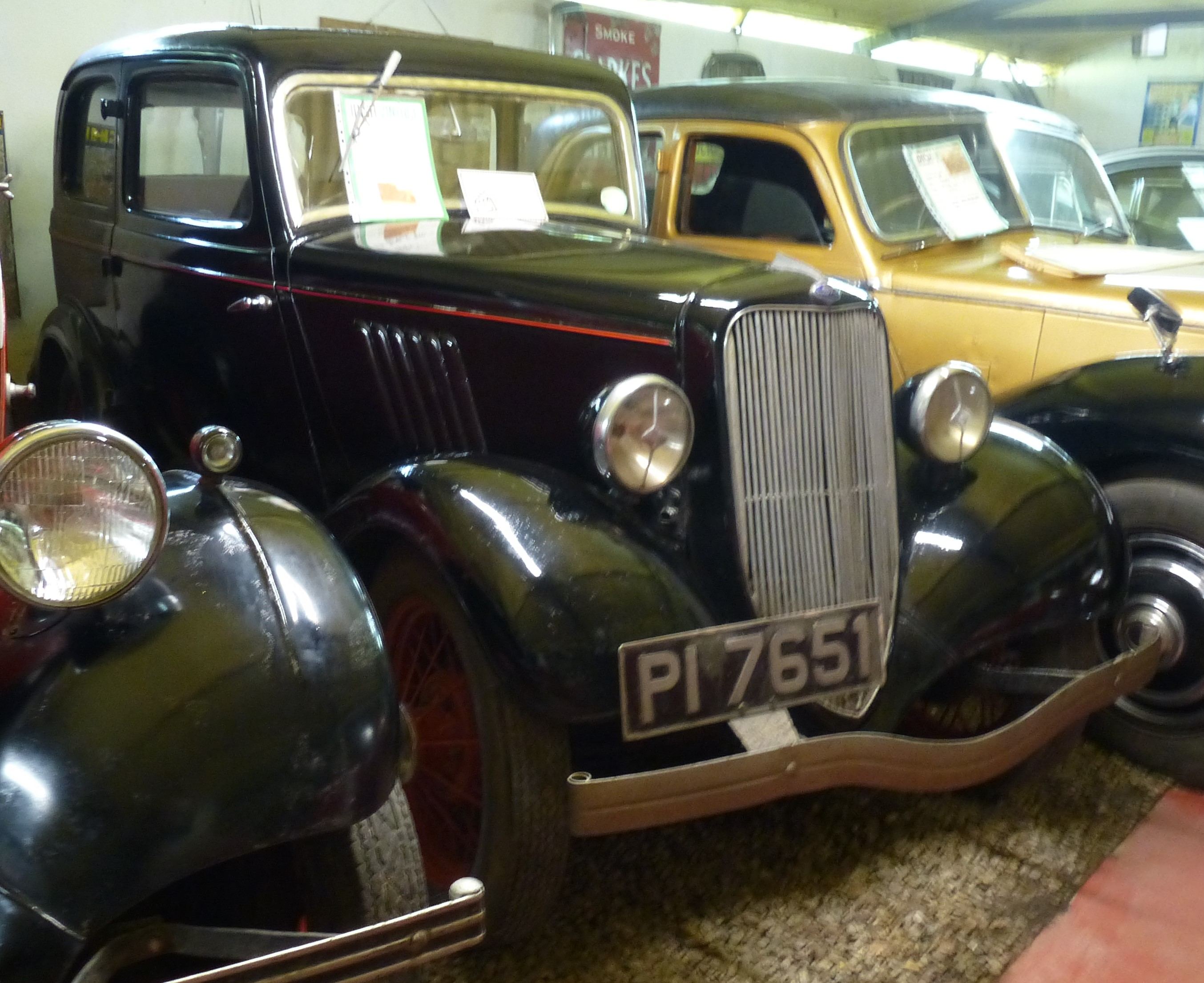
Ebenfalls von Henry Ford & Son: Ford Y

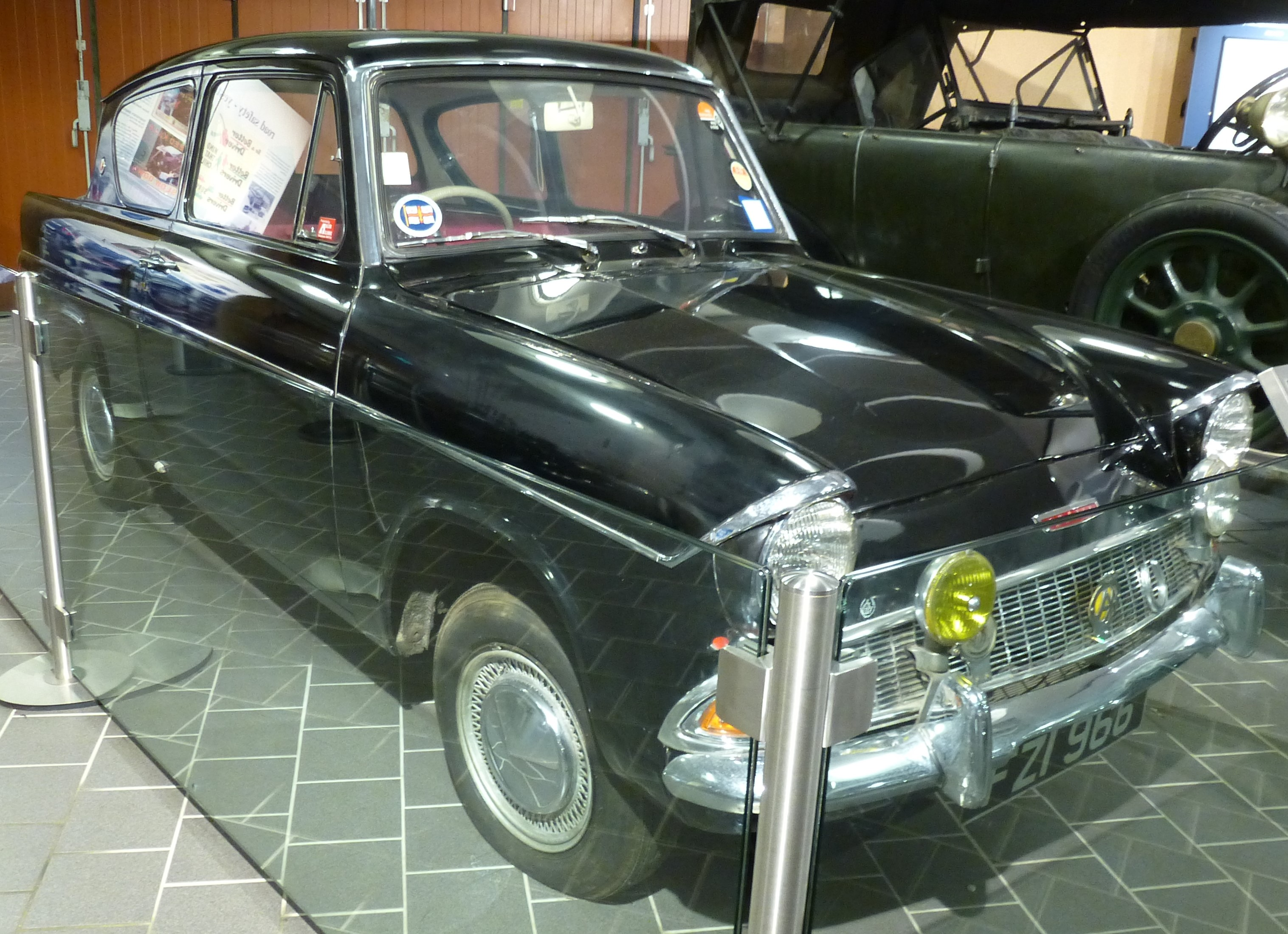
Ebenfalls von Henry Ford & Son: Ford Anglia 105 E

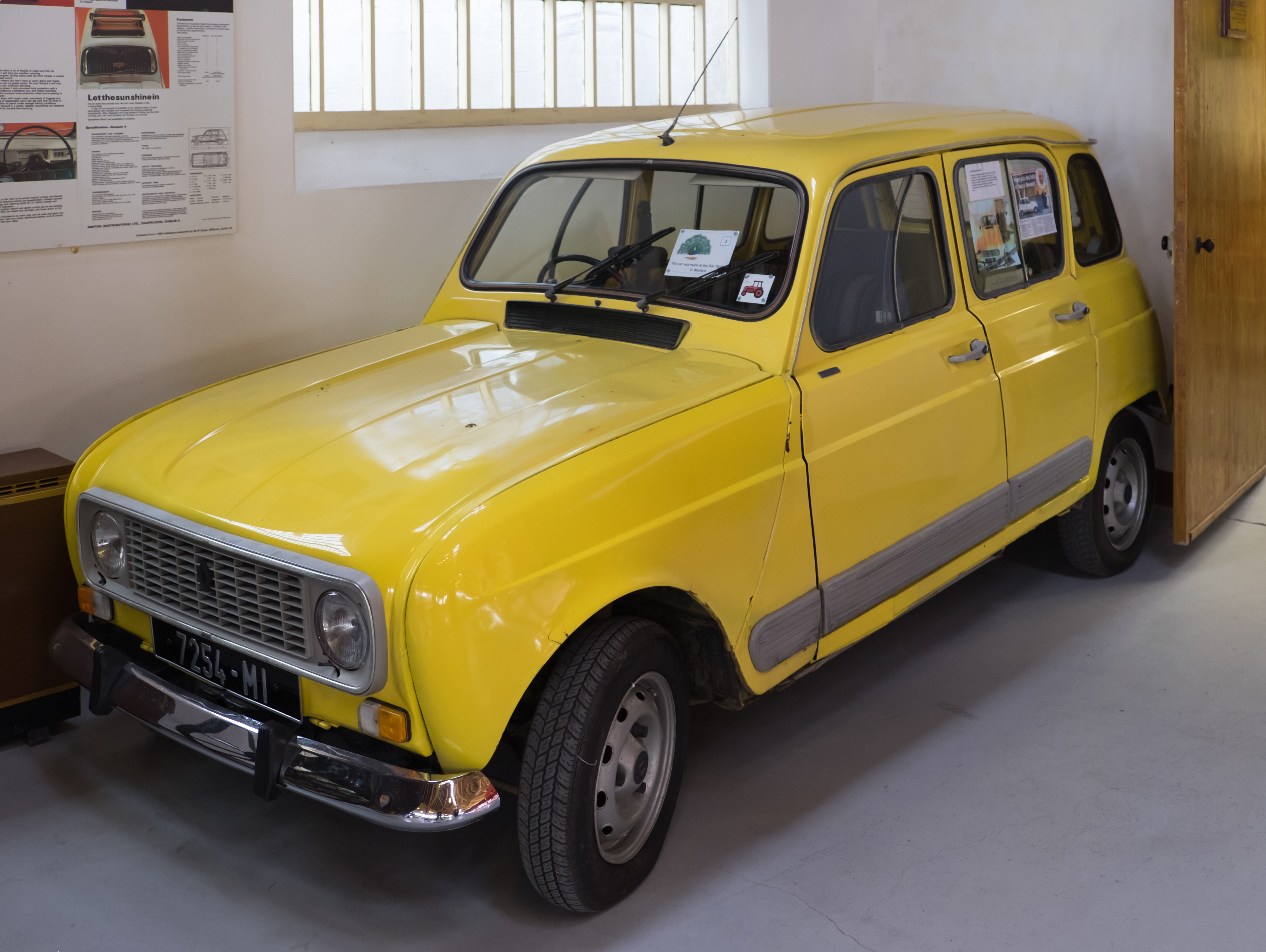
Von Renauto: Renault 4

Die nachstehende Übersicht listet Montagewerke für Pkw auf. Besonderheiten zu den Jahresangaben sind in der Tabelle nicht darstellbar, sondern besser in den jeweiligen Artikeln nachzulesen. Zu Nutzfahrzeugen und Motorrädern liegen zu wenig Angaben vor, sodass sie in der Tabelle fehlen.
| Montagebetrieb                    | Marken |
| --------------------------------- | --- |
| Andrew Doyle Motors               | Graham (1936) |
| Ashenhurst, Williams & Company    | Crossley (1935–1937) Citroën (1951–1966) |
| Assemblers                        | Essex (1937–1939) Singer (1937–1939) Hudson (1937–1957)                                                                                                 |
| B. L. N. Motor Company            | Austin (1966–1969) Morris (1966–1969) Riley (1966–1969)                                                                                                 |
| Booth Bros.                       | MG (1938–1955) Wolseley (1946–1955) |
| Booth Poole & Company             | MG (1954–1971) Wolseley (1954–1971) |
| British Leyland Ireland           | Rover (1970–1975) Triumph (1970–1974) |
| Brittain Group                    | Austin (1970–1974) Morris (1970–1975) Riley (1970) Datsun (1973–1977)                                                                                   |
| Brittain Smith and Company        | Austin (1969–1970) Morris (1969–1970) Riley (1969–1970)                                                                                                 |
| Buckley Motors                    | Hillman (1934–1968) Sunbeam-Talbot (1938–1939) Singer (1950–1956) Škoda (1958–1966)                                                                     |
| C. H. Manders                     | Adler (1937–1939) Nash (1937–1939) Chevrolet (1938) |
| Chrysler Ireland                  | Hillman (1970–1979) Humber (1970–1976) Sunbeam (1970–1976) Talbot (1979–1981)                                                                           |
| Eastern Autos                     | Škoda (1974–1980) |
| Express Auto Company              | Armstrong Siddeley (1934–1937) MG (1936–1938) |
| F. M. Summerfield                 | Chrysler (1934–1960) Renault (1946–1957) |
| Fiat Chrysler Automobiles Ireland | Fiat (1968–1984) |
| Frank Cavey & Sons                | SS (1937–1939) Jaguar (1948–1968) |
| G. A. Brittain                    | Morris (1934–1966) Riley (1935–1966) |
| Gorman Brothers                   | Morgan (1937) |
| Grange Motors                     | Mercedes-Benz (1950) Hudson (1953–1957) |
| Hansa Motors                      | Lloyd (1952–1955) Borgward (1955–1962) Wartburg (1961–1964)                                                                                             |
| Hennessy’s                        | Studebaker (1935–1953) DKW (1952–1964) |
| Henry Ford & Son                  | Ford (1922–1984) |
| International Sales               | Heinkel (1956–1958) |
| Irish Exporters & Importers       | Adler (1934–1937) |
| Irish Motor Concessionaires       | Messerschmitt (1955–1959) |
| John Caldwell Limited             | Panhard (1961–1962) |
| John O’Neill Limited              | Dodge (1933–1958) |
| Lincoln & Nolan                   | Austin (1936–1966) Rover (1948–1958) |
| MacLysaght & Douglas              | Peugeot (1933–1939) Hupmobile (1934–1936) Mercedes-Benz (1935–1939) Renault (1937–1938)                                                                 |
| Marcos Cars (Ireland)             | Marcos (1968–1969) |
| McCairns Motors                   | Vauxhall (1934–1979) Buick (1936) Chevrolet (1939–1941) Simca (1954–1968) Berkeley (1956–1957) Alfa Romeo (1963–1966) Gordon-Keeble (1964–1967)         |
| McEntagart Bros.                  | Standard (1933–1958) Packard (1935–1953) Peugeot (1956–1958)                                                                                            |
| Merlin Motors                     | Lloyd (1959–1962) |
| Motor Distributors                | Nash (1946–1950) Singer (1946–1950) Willys (1946–1950) Panhard (1948) VW (1950–1977) Mercedes-Benz (1955–1977) Goggomobil (1957–1959) Mazda (1973–1984) |
| Nissan Ireland                    | Datsun (1977–1984) |
| O’Hea & Company                   | Škoda (1955) |
| O’Shea Group                      | Polski Fiat (1976–1981) |
| O’Shea’s Limited (Daihatsu)       | Daihatsu (1975–1984) |
| O’Shea’s Limited (Dodge)          | Dodge (1934–1939) |
| O’Shea’s Limited (Opel)           | Opel (1937–1965) |
| P. J. Tracy Limited               | Hudson (1933–1937) Terraplane (1934) Singer (1934–1937)                                                                                                 |
| Peugeot (Ireland)                 | Peugeot (1962–1967) |
| Reg. Armstrong Motors             | NSU (1960–1968) Opel (1962–1975) Mini (1976–1978) |
| Renauto                           | Renault (1958–1984) |
| Rootes Motors Ireland             | Hillman (1968–1970) |
| Standard-Triumph (Eire)           | Standard (1958–1963) Triumph (1958–1969) Peugeot (1958–1961) Rover (1959–1969)                                                                          |
| Talbot Ireland Motors             | Talbot (1981–1984) |
| Toyota Ireland                    | Toyota (1972–1983) |
| TVR (Irland)                      | TVR (1969–1970) |
| W. F. Poole & Company             | Morris Commercial (1936–1954) |
| W. J. Henderson                   | Fiat (1948–1956) |

## Marktanteile der einzelnen Marken in verschiedenen Jahren
1936 hielt Ford mit 5196 zugelassenen Pkw 64 % Marktanteil. Morris folgte mit 833, dann Vauxhall mit 467, Hillman mit 399, Austin mit 251, Standard mit 211 und dann erst Dodge als nächste US-Marke mit 138.
1937 blieb Ford weit vor Morris, Austin, Vauxhall, Hillman, Standard, Chrysler, Fiat und Dodge.
1938 wurden 4608 Ford zugelassen, was einen Marktanteil von 55 % entsprach. Morris folgte mit 1324 Neuzulassungen vor Austin, Vauxhall, Hillman, Standard, Opel, Dodge, Chrysler und Fiat.
1939 waren es 3357 Ford, 1103 Morris, 762 Austin, 448 Hillman, 396 Vauxhall und 146 Standard.
Erst für 1954 liegen wieder Zahlen vor. Insgesamt gab es in diesem Jahr 20.843 Zulassungen; Ford führte mit 6399 vor Morris mit 4716, Austin mit 2821, Volkswagen mit 2155 und Hillman mit 2049. Die weiteren waren Vauxhall mit 686, Standard mit 577, Fiat mit 270, Wolseley mit 230, Rover mit 165, Humber mit 131, Simca mit 120, DKW mit 84, Chevrolet mit 64, MG mit 62, Jaguar mit 37, Hudson mit 29 und restliche.
1964 beispielsweise kam Ford auf 12.625 von insgesamt 41.275 Neuzulassungen. Austin erreichte 8050, Morris 6250, VW 4300, die Rootes-Gruppe (Hillman, Humber, Singer, Sunbeam) 2125, Vauxhall 1750, Fiat 1325, Opel 1150, Triumph 900 und Renault 250. Der Rest verteilte sich auf andere Marken.
1974, als die Importbeschränkungen bereits etwas gelockert waren, wurden 61.822 Pkw zugelassen. Ford führte mit 15.162 Fahrzeugen, dahinter lagen Fiat mit 10.520, der Chrysler-Konzern (mit Hillman) mit 7.265, Renault mit 6.228, Morris mit 3.457, Austin mit 3.441, VW mit 2.904, Opel mit 2.364. Vauxhall mit 1.951, Datsun mit 1.432, Peugeot mit 1.280, Toyota mit 1.255, Triumph mit 1.066 und Audi mit 1.001. Weitere: 512 Rover, 464 Citroën, 342 Mercedes-Benz, 264 Lancia, 191 BMW, 157 DAF, 107 Alfa Romeo, 107 Jaguar, 84 Mazda, 77 Volvo, 43 MG, 29 Daimler, 27 Wolseley, 21 Škoda und restliche.
1984, im letzten Jahr der Montage, gab es 64.611 Zulassungen. Die einzelnen Marken: Ford 12.213, Toyota 9.115, General Motors (Opel) 8.159, Honda 8.150, Nissan 5.182, Renault 4.824, Fiat 4.293, Austin/Rover 3.076, VW 2.472, Peugeot 1.509, Mazda 1.184, Volvo 946, Citroën 544, Talbot 542, Audi 498, BMW 416, Alfa Romeo 328, Mercedes-Benz 305, Saab 210, Lancia 175, Lotus 15, Daihatsu 7, Porsche 7, Rolls-Royce 7, Reliant 4 und restliche.

## Zulassungszahlen für Personenkraftwagen

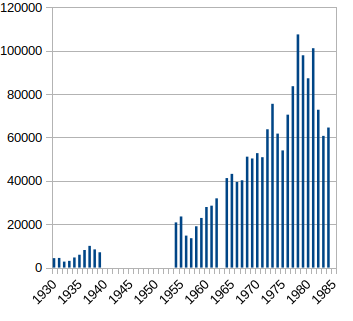
Zulassungszahlen in Irland von 1930 bis 1984

Die nachstehende, ausklappbare Tabelle sowie die Grafik rechts zeigen die Zulassungszahlen in Irland von 1930 bis 1984. Aus einigen Jahren liegen keine Zahlen vor.
| Jahr      | Zulassungszahl |
| --------- | -------------- |
| 1930      | 4.346          |
| 1931      | 4.455          |
| 1932      | 2.754          |
| 1933      | 3.103          |
| 1934      | 4.659          |
| 1935      | 5.914          |
| 1936      | 8.111          |
| 1937      | 10.022         |
| 1938      | 8.383          |
| 1939      | 7.066          |
| 1940–1953 | nicht bekannt  |
| 1954      | 20.843         |
| 1955      | 23.570         |
| 1956      | 14.734         |
| 1957      | 13.560         |
| 1958      | 19.055         |
| 1959      | 22.886         |
| 1960      | 27.941         |
| 1961      | 28.562         |
| 1962      | 31.921         |
| 1963      | nicht bekannt  |
| 1964      | 41.275         |
| 1965      | 43.217         |
| 1966      | 39.525         |
| 1967      | 40.281         |
| 1968      | 51.143         |
| 1969      | 50.323         |
| 1970      | 52.806         |
| 1971      | 50.898         |
| 1972      | 63.811         |
| 1973      | 75.532         |
| 1974      | 61.822         |
| 1975      | 54.036         |
| 1976      | 70.533         |
| 1977      | 83.668         |
| 1978      | 107.553        |
| 1979      | 97.920         |
| 1980      | 87.325         |
| 1981      | 101.196        |
| 1982      | 72.829         |
| 1983      | 60.769         |
| 1984      | 64.611         |